# Tordaszentlászló
Tordaszentlászló (románul Săvădisla) falu Romániában Kolozs megyében, az azonos nevű község központja.

## Fekvése
Kolozsvártól 23 km-re délnyugatra, a Hesdát-patak mellett fekvő település.

## Története
1332-ben Sancto Ladislao néven említik először. A hagyomány szerint Szent László a kunok feletti győzelem után itt telepítette le harcosait.
A trianoni békeszerződésig Torda-Aranyos vármegye Alsójárai járásához tartozott.
1910-ben 1464, túlnyomórészt magyar lakosa volt.

## Lakossága
1992-ben Tordaszentlászló község (Tordaszentlászló falu és a hozzá tartozó társfalvak) 4777 lakosából 2484 magyar, 2247 román és 45 cigány volt.
2002-ben Tordaszentlászló település lakossága 1074 fő, ebből magyar 970, román 98, cigány 6.
2011-ben 1071 lakost számláltak össze, melyből magyar 955, román 99, cigány 4 fő.

## Látnivalók
- A reformáció korától túlnyomó részt református falu mai temploma 1888-ban épült.
- A régi, 13. században épült templom alapja a temetődombon található, néhány záróköve és faragott boltíve ma is megtekinthető az úrasztala alatti padlóba építve illetve a templomkertben.
- Érdekesség a Szent László pénze, ami nagy mennyiségben található a falu környékén: ezek megkövesedett Nummulitesek (nagyméretű egysejtűek), viszont a legenda szerint Szent László imája következtében kővé változott aranypénzek.
- Június 27-én, Szent László napján itt tartják a Szent László-napi kórustalálkozót, amely egész Erdély legrangosabb ilyen eseménye, és még Magyarországról is érkeznek ide fellépő kórusok.[3]
- Jósika–Mikes–Széchenyi-kastély
- Ugyanitt látható a Kalotaszegi Tájmúzeum is, amely Kalotaszeg teljes tárgyi néprajzát gyűjti.

## Híres emberek
- Itt született 1878. május 25-én Györkös Ferenc színműíró.
- Itt született 1935. november 2-án Palocsay Zsigmond költő.
- Itt született 1940. március 3-án Köntös-Szabó Zoltán író.
- Itt született 1922. július 18-án Györkös Mányi Albert zenetanár, festőművész.

## Testvértelepülések
- Hosszúhetény, Borsosberény, Hejce, Debrőd, Dályhegy, Hodos, Tác[4]